# أوتافيو بريكولا
أوتافيو بريكولا (بالإيطالية: Ottavio Briccola)‏ هو قائد عسكري إيطالي، وكان أول حاكم لمستعمرة برقة الإيطالية، وشارك قبل ذلك في الحرب الإيطالية التركية.
قاد الفيلق الثامن التابع للجيش الإيطالي الخامس في بداية الحرب العالمية الأولى.